# برنار گوتیه
برنار گوتیه (فرانسوی: Bernard Gauthier‎؛ زادهٔ ۲۲ سپتامبر ۱۹۲۴ - درگذشته ۲۳ نوامبر ۲۰۱۸) دوچرخه‌سوار اهل فرانسه بود.